# Liste der Kulturdenkmale in Pforzheim-Brötzingen

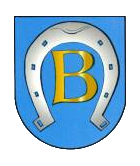
Wappen von Brötzingen

In der Liste der Kulturdenkmale in Pforzheim-Brötzingen werden alle unbeweglichen Bau- und Kunstdenkmale in Brötzingen (Pforzheim) aufgelistet, die in der städtischen „Liste der Kulturdenkmale“ geführt sind.

## Liste
| Bild           | Bezeichnung                                                            | Lage | Datierung | Beschreibung                                                         | ID |
| -------------- | ---------------------------------------------------------------------- | --- | --------- | -------------------------------------------------------------------- | -- |
|                | Stadtwohnhaus                                                          | Amalienstraße 13 (Flst.-Nr. 10811) | 1912      | Geschützt nach § 2 DSchG                                             |    |
|                | Wohnhaus                                                               | Amalienstraße 24 (Flst.-Nr. 10852) | 1802      | Geschützt nach § 2 DSchG                                             |    |
|                | Wohnhaus                                                               | Amalienstraße 26 (Flst.-Nr. 10853) | 1803      | Geschützt nach § 2 DSchG                                             |    |
|                | Siedlung im Arlinger                                                   | Arlingerstraße 68-70a (Flst.-Nr. 17028/9, 17028/8, 17028/7) / Brendstraße 27-51 (Flst.-Nr. 16602/3 bis 16602/6, 16600/2 bis 16600/6, 16582/6 bis 16582/9) / Hochfirststraße 3-9 (Flst.-Nr. 16599, 16599/1, 16602/1, 16602/2) / Kniebisplatz (Flst.-Nr. 16600) / Kniebisstraße 1-35 (Flst.-Nr. 16599/2 bis 16599/8, 16599/10 bis 16599/14, 16584, 16584/1 bis 16584/5) / Kniebisstraße 2-40 (Flst.-Nr. 16602, 16602/15, 16602/14 bis 16602/7, 16582/5 bis 16582/1, 16582, 16582/15 bis 16582/12) / Merkurstraße 2-18 (Flst.-Nr. 17028/6 bis 17028/1, 17028, 16582/11, 16582/10) |           | Geschützt nach § 2 DSchG                                             |    |
|                | Stadtwohngeschäftshaus                                                 | Eisenbahnstraße 1 / Habermehlstraße 173 (Flst.-Nr. 10928/1) | 1906      | Geschützt nach § 2 DSchG                                             |    |
|                | Neunteilige Stadtwohnhausgruppe                                        | Ersinger Straße 1/3/5 (Flst.-Nr. 10916/1, 10916, 10915/3) / Westliche Karl-Friedrich-Straße 360/362/364/366/368/370 (Flst.-Nr. 10917, 10917/1, 10917/2, 10918, 10919, 10920) | 1910      | Geschützt nach § 2 DSchG                                             |    |
| Weitere Bilder | Evangelische Matthäuskirche                                            | Hochkopfstraße 30 (Flst.-Nr. 19647) | 1953      | Geschützt nach § 12 DSchG                                            |    |
|                | Grenzstein und Wegkreuz                                                | Höhenstraße (Flst.-Nr. 16904) |           | Geschützt nach § 2 DSchG                                             |    |
|                | Friedhofskapelle und Gedenkstätte für Fremdarbeiter                    | Höhenstraße 78 (Flst.-Nr. 16033) | 1907      | Geschützt nach § 2 DSchG                                             |    |
|                | Gruppe von fünf Stadtwohnhäusern                                       | Hügelstraße 1, 3, 5, 9, 11 (Flst.-Nr. 11086, 11094/11, 11094/10, 11094/9, 11094/8) | 1908–12   | Geschützt nach § 2 DSchG                                             |    |
|                | Gruppe von sechs Stadtwohnhäusern                                      | Hügelstraße 2, 4/6, 8, 10/12 (Flst.-Nr. 11072/7, 11072/6, 11072/5, 11072/4, 11072/3, 11072/2) | 1905–08   | Geschützt nach § 2 DSchG                                             |    |
|                | Vierteilige Stadtwohnhausgruppe                                        | Hügelstraße 16 / Sternstraße 12/14/16 (Flst.-Nr. 11082/10, 11082/9, 11082/8, 11082/7) | 1905/06   | Geschützt nach § 2 DSchG                                             |    |
|                | Gruppe von neun Stadtwohnhäusern                                       | Kelterstraße 56, 57/57a, 58, 59, 60, 61 (Flst.-Nr. 40174, 40177, 40178, 40179, 40180, 40181, 40182) / Regine-Jolberg-Straße 4, 6 (Flst.-Nr. 40184, 40185) | 1899–1907 | Geschützt nach § 2 DSchG                                             |    |
|                | Stadtwohnhaus                                                          | Kelterstraße 62 (Flst.-Nr. 40210) | 1914      | Geschützt nach § 2 DSchG                                             |    |
|                | Ehemaliger Kelter und Zehntscheuer                                     | Kelterstraße 101 (Flst.-Nr. 11212) | 1784      | Geschützt nach § 2 DSchG                                             |    |
|                | Stadtwohnhaus                                                          | Kelterstraße 109 (Flst.-Nr. 11072/8) | 1905      | Geschützt nach § 2 DSchG                                             |    |
|                | Stadtwohndoppelhaus                                                    | Kelterstraße 110/112 (Flst.-Nr. 11091/1, 11091/2) | 1914      | Geschützt nach § 2 DSchG                                             |    |
|                | Altes Pfarrhaus mit Resten der Kirchhofmauer                           | Kirchenstraße 1/3 (Flst.-Nr. 10329) | 1784      | Geschützt nach § 28 DSchG                                            |    |
|                | Ehemalige Pfarrscheune Mottenkäfig                                     | Kirchenstraße 1/3 (Flst.-Nr. 10329) | 1747      | Geschützt nach § 2 DSchG                                             |    |
|                | Grabstein der Familie Trost                                            | Kirchenstraße 1/3 (Flst.-Nr. 10329) | 1918      | Geschützt nach § 2 DSchG                                             |    |
|                | Lapidarium                                                             | Kirchenstraße 1/3 (Flst.-Nr. 10329) |           | Steinsammlung des Stadtmuseums. Geschützt nach § 2 DSchG             |    |
|                | Zweiteilige Scheunengruppe                                             | Kirchenstraße 5/7 (Flst.-Nr. 10341, 10342) | um 1870   | Geschützt nach § 2 DSchG                                             |    |
| Weitere Bilder | Figurengruppe der Jahreszeiten                                         | Kirchenstraße 5/7 (Flst.-Nr. 10341, 10342) | um 1760   | Geschützt nach § 12 DSchG                                            |    |
|                | Haus der Landsmannschaften mit Scheune                                 | Kirchenstraße 9/9a / Martin-Luther-Straße 14 (Flst.-Nr. 10343/1-2, 10343/3) | 1760      | Geschützt nach § 2 DSchG                                             |    |
|                | Haus für Brauchtum und Heimatpflege                                    | Kirchenstraße 53 (Flst.-Nr. 10759) | 1572      | Geschützt nach § 28 DSchG                                            |    |
|                | Laßbergstein                                                           | Laßbergsträßchen (Flst.-Nr. 19162) | 1832      | Geschützt nach § 2 DSchG                                             |    |
|                | Maihäldenbrücke                                                        | Maihäldenbrücke | 1926      | Eiserner Fußgängersteg über die Bahngleise. Geschützt nach § 2 DSchG |    |
|                | Stadtwohnhaus1906                                                      | Maihäldenstraße 6 (Flst.-Nr. 10281) | 1906      | Geschützt nach § 2 DSchG                                             |    |
|                | Stadtwohndoppelhaus                                                    | Mühlstraße 1/3 (Flst.-Nr. 10827, 10827/1) | 1906      | Geschützt nach § 2 DSchG                                             |    |
|                | Stadtwohnhaus                                                          | Mühlstraße 21 (Flst.-Nr. 10833) | 1912      | Geschützt nach § 2 DSchG                                             |    |
|                | Stadtwohnhausgruppe                                                    | Sickingenstraße 1-11 / Westliche Karl-Friedrich-Straße 221-223 (Flst.-Nr. 10272/2, 10272/3) | 1914/19   | Geschützt nach § 2 DSchG                                             |    |
|                | Gefallenen-Ehrenmal des Schwarzwaldvereins Brötzingen                  | Viehweg (Flst.-Nr. 19162) | 1922      | Geschützt nach § 2 DSchG                                             |    |
|                | Aus Trümmern aufgeschüttete Bergkuppe                                  | Wallbergkuppe (Flst.-Nr. 14255) | 1959      | Geschützt nach § 2 DSchG                                             |    |
|                | Stadtwohnhaus                                                          | Westliche Karl-Friedrich-Straße 225 (Flst.-Nr. 10333/1) | 1928      | Geschützt nach § 2 DSchG                                             |    |
|                | Alte Apotheke mit Offizin                                              | Westliche Karl-Friedrich-Straße 233 (Flst.-Nr. 10332) | 1893      | Geschützt nach § 2 DSchG                                             |    |
|                | Altbau der Grund- und Hauptschule Brötzingen                           | Westliche Karl-Friedrich-Straße 235 (Flst.-Nr. 10331) | 1888      | Geschützt nach § 2 DSchG                                             |    |
|                | Erweiterungsbau der Grund- und Hauptschule Brötzingen                  | Westliche Karl-Friedrich-Straße 235 (Flst.-Nr. 10331) | 1915      | Geschützt nach § 2 DSchG                                             |    |
| Weitere Bilder | Evangelische Christuskirche, Pfarrhaus, Gartenparterre und Einfriedung | Westliche Karl-Friedrich-Straße 237 (Flst.-Nr. 10330) | 1912      | Geschützt nach § 12 DSchG                                            |    |
|                | Gefallenen-Ehrenmal                                                    | Westliche Karl-Friedrich-Straße 241 (Flst.-Nr. 10329) | um 1924   | Geschützt nach § 2 DSchG                                             |    |
| Weitere Bilder | Ehemalige Pfarrkirche St. Martin mit Kirchhof                          | Westliche Karl-Friedrich-Straße 241 (Flst.-Nr. 10329) | um 1500   | Geschützt nach § 28 DSchG                                            |    |
|                | Altes Schulhaus                                                        | Westliche Karl-Friedrich-Straße 243 (Flst.-Nr. 10328) | 1854      | Geschützt nach § 2 DSchG                                             |    |
|                | Stadtwohnhaus                                                          | Westliche Karl-Friedrich-Straße 245 (Flst.-Nr. 10780) | 1901      | Geschützt nach § 2 DSchG                                             |    |
|                | Stadtwohnhaus mit Gastwirtschaft                                       | Westliche Karl-Friedrich-Straße 255 (Flst.-Nr. 10784/1) | 1896      | Geschützt nach § 2 DSchG                                             |    |
|                | Stadtwohndoppelhaus                                                    | Westliche Karl-Friedrich-Straße 266a/268 (Flst.-Nr. 10279/1, 19237) | 1905      | Geschützt nach § 2 DSchG                                             |    |
|                | Stadtwohnhaus                                                          | Westliche Karl-Friedrich-Straße 268a (Flst.-Nr. 10280/1) | 1906      | Geschützt nach § 2 DSchG                                             |    |
|                | Stadtwohndoppelhaus                                                    | Westliche Karl-Friedrich-Straße 274/276 (Flst.-Nr. 19235/2, 19235/1) | 1908      | Geschützt nach § 2 DSchG                                             |    |
|                | Stadtwohndoppelhaus                                                    | Westliche Karl-Friedrich-Straße 277/279 (Flst.-Nr. 10881/1, 10875) | 1910      | Geschützt nach § 2 DSchG                                             |    |
|                | Ehemaliges Gasthaus Krone                                              | Westliche Karl-Friedrich-Straße 281 (Flst.-Nr. 10874) | 1868      | Geschützt nach § 2 DSchG                                             |    |
|                | Stadtwohnhaus mit Hofflügel                                            | Westliche Karl-Friedrich-Straße 283 (Flst.-Nr. 10873) | 1869      | Geschützt nach § 2 DSchG                                             |    |
|                | Gefallenen-Ehrenmal                                                    | Westliche Karl-Friedrich-Straße 358 (Flst.-Nr. 10906) | um 1872   | Geschützt nach § 2 DSchG                                             |    |
|                | Ehemaliges Rathaus                                                     | Westliche Karl-Friedrich-Straße 358 (Flst.-Nr. 10906) | 1872      | Geschützt nach § 2 DSchG                                             |    |
|                | Vierteilige Stadtwohnhausgruppe                                        | Westliche Karl-Friedrich-Straße 372/374/376/378 (Flst.-Nr. 10921, 10922, 10923, 10924) | 1912–13   | Geschützt nach § 2 DSchG                                             |    |